# Монетка (сеть магазинов)
«Монетка» — российская торговая сеть продовольственных магазинов, большая часть которых имеют формат «магазин у дома». По состоянию на июнь 2025 года число продовольственных магазинов формата дискаунтер — 3200. Головной компанией сети является Общество с ограниченной ответственностью Управляющая компания «РМ Консалт». Штаб-квартира находится в городе Екатеринбург.

## История
История торговой сети «Монетка» началась в Екатеринбурге в 2001 году. Розничную сеть решили строить под брендом «Монетка» — по аналогии с московской «Копейкой». 19 апреля был открыт первый магазин самообслуживания на Бархотской улице, 1а. Второй магазин на улице Сулимова, 29 открылся уже 4 мая того же года. К 2011 году «Монетка» стала одной из лидирующих торговых сетей Екатеринбурга и Уральского региона.

Логотип в 2000-е годы

Сейчас «Монетка» присутствует в 400 населённых пунктах России.
В октябре 2023 года сеть магазинов «Монетка» приобрёл ретейлер «Лента».
В 2024 году «Монетка» открыла 695 магазинов. 28 февраля 2025 года был открыт 3000-й магазин сети.

### Собственники и руководство
Владельцами 100 % уставного капитала ООО «Фокус-Ритейл» (основная операционная компания ТС «Монетка») является Заболотнов Роман Николаевич — 0,1 % и ООО «РМ Групп» — 99,9 %. При этом ООО «РМ Групп» принадлежит кипрскому офшору «Bontal Trading Limited LLC» на 99,77 %.

## Деятельность
Магазины «Монетка» являются дискаунтерами — магазинами самообслуживания шаговой доступности, предлагающими покупателям товары первой необходимости и продукты питания по низкой цене за счет сокращения операционных расходов, установки минимальных торговых наценок и за счет продажи продуктов собственного производства и собственных торговых марок.
У компании семь распределительных центров общей площадью свыше 116 тыс. м².
Входит в 10 крупнейших продуктовых сетей России в 2020 году.

### Регионы присутствия
На июнь 2025 года магазины сети «Монетка» располагались в 21 регионе, в том числе в Москве, Санкт-Петербурге, Свердловской, Московской, Ленинградской, Челябинской, Оренбургской, Омской, Тюменской, Курганской, Кемеровской, Новосибирской, Томской областях, а также в Алтайском крае, Пермском крае, Республике Удмуртия, Республике Башкортостан, Республике Татарстан, Республике Алтай, Ханты-Мансийском и Ямало-Ненецком автономных округах.

### Дочерние компании
С 2008 по 2020 годы работали 30 гипермаркетов «Райт». В таких супермаркетах ассортимент товаров в 4 раза больше, чем в дискаунтерах. Первый гипермаркет «Райт» компания ООО «Фокус-Ритейл — Н. Тагил» открыла в декабре 2008 года. К осени 2020 года магазины «Райт» были закрыты, либо ребрендированы в «Монетки».

Логотип гипермаркетов «Райт»

### Собственная торговая марка
«Монетка» имеет 17 позиций собственной торговой марки: Правильное Решение, О'Green, HeadLiner, Fossa, EverClean, Sofita, Aland, Parkline, Magic Snow, Favorite Label, Митколь, Herbal collection, ViaDolche, Чистый состав, Esquire, LittleJoy, Azure.

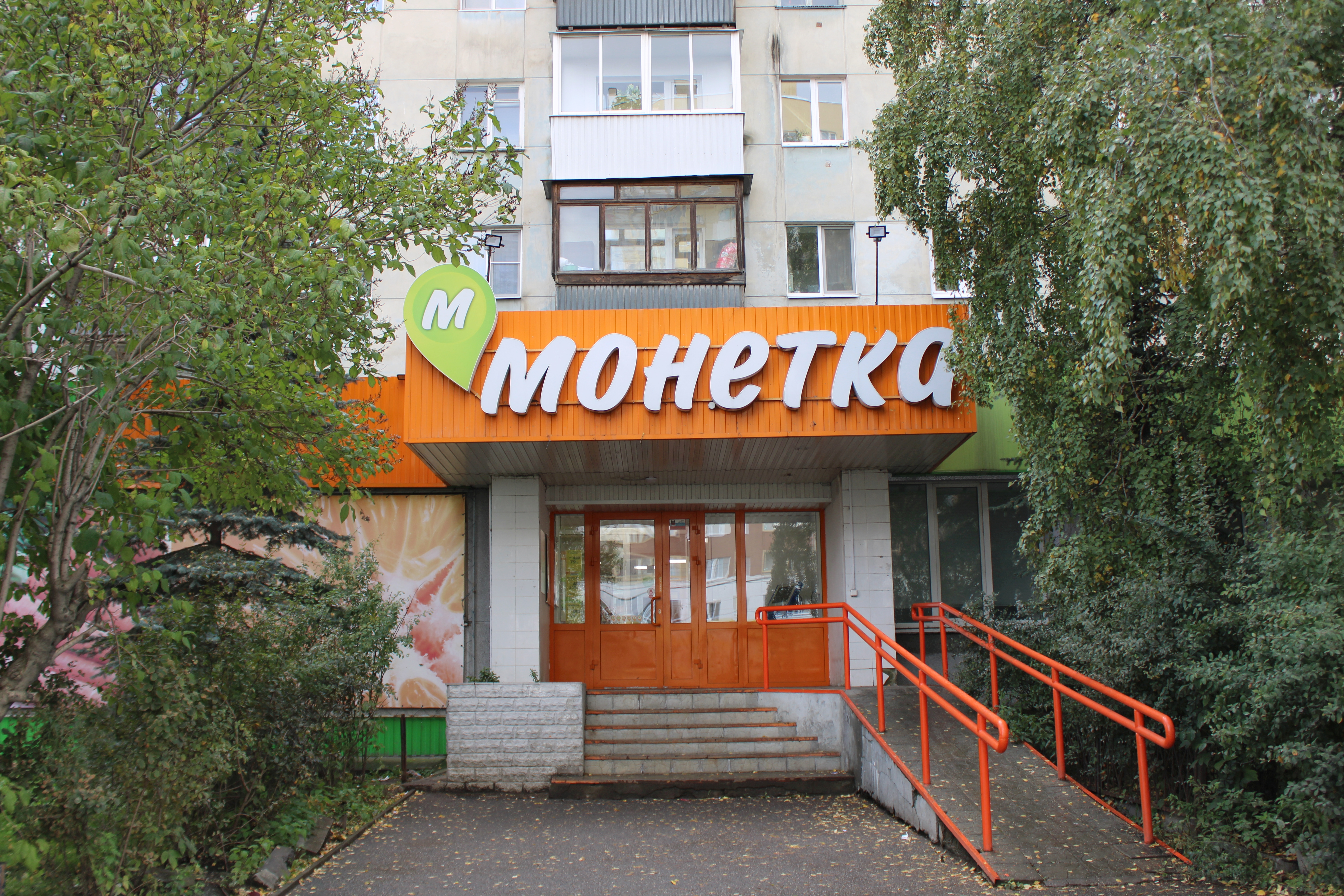
Супермаркет «Монетка» в Екатеринбурге (улица Щербакова, 47)

## Персонал

### Награды
Привлекательный работодатель 2009-2024 по версии SuperJob. Номинант премии «HR-brand 2024» от hh.ru. Победитель премии Retail Week Awards в номинации «HR: цифровые решения для управления персоналом». Лауреат премии, посвященной достижениям в области внутренних коммуникаций, «Внутриком-2025» в номинации «Лучшее внутрикорпоративное событие года».

### Корпоративный университет
В «Монетке» действует корпоративный университет, представленный 11 отделениями в регионах присутствия. В корпоративном университете разработаны стандартные программы для обучения продавцов, заместителей директоров, директоров и управляющих магазинов. Для офисных должностей обучение проводится индивидуально, основываясь на специфике работы каждого сотрудника.
Кроме базовых курсов в учебных центрах проходят тренинги, направленные на развитие личностных компетенций. Для обучения новым продуктам активно используется система дистанционного обучения. Кроме того, в компании существует корпоративная библиотека – в ней собраны практические советы, обучающие материалы, фильмы и книги для саморазвития.